# SoftBank 301SH
THE PREMIUM 10 WATERPROOF 301SH（ザ プレミアムテン ウォータープルーフ サンマルイチエスエイチ）は、シャープによって開発された、ソフトバンクモバイルの第3世代移動通信システム（SoftBank 3G）端末である。SoftBank 3Gシリーズのひとつ。

## 特徴
- シャープ製端末ソフトバンクモバイル向けのTHE PREMIUMシリーズ。SoftBank 109SHの後継モデル。
- ケータイWi-Fiには対応していない。
- タッチパネル搭載だが、総合カタログでは大きく触れていない。

## 主な機能・サービス
| 主な機能・サービス | 主な機能・サービス | 主な機能・サービス   | 主な機能・サービス |
| ------------------ | ------------------ | -------------------- | ------------------ |
| 防水・防塵         | プラチナバンド     | モバイルウィジェット |                    |
| 緊急速報メール     | 楽デコ             | S!速報ニュース       |                    |
| PCサイトブラウザ   | 電子コミック       | S!アプリ             |                    |
| 着うたフル／着うた | デコレメール       | S!電話帳バックアップ |                    |
| S!FeliCa           | ケータイWi-Fi      | S!GPSナビ            |                    |
| ダブルナンバー     | TVコール           | 世界対応ケータイ     |                    |
| ワンセグ           | 3G ハイスピード    | PCメール             |                    |

## 歴史
- 2013年9月30日 - ソフトバンクモバイルより発表。
- 2013年11月22日 - 発売開始。